# Simon Frühbauer
Simon Claudio Frühbauer (* 19. Oktober 1988 in Klagenfurt am Wörthersee) ist ein österreichischer Volleyball- und Beachvolleyballspieler.

## Karriere Halle
Frühbauer begann mit dem Volleyball beim heimischen VBK Klagenfurt. 2010/11 war er beim österreichischen Spitzenklub HotVolleys Wien aktiv und gewann den nationalen Pokal. Mit der österreichischen Nationalmannschaft nahm der Annahmespezialist an der Europameisterschaft 2011 im eigenen Land teil. Nach einem Gastspiel bei deutschen Bundesligisten Chemie Volley Mitteldeutschland spielt Frühbauer seit 2013 wieder mit dem VBK Klagenfurt in der Austrian Volley League.

## Karriere Beach
Nachdem Frühbauer bereits 2005/2006 bei einigen Jugendturnieren antrat, spielt er seit 2015 vorrangig Beachvolleyball. Mit Jörg Wutzl konnte er 2015 in der ersten gemeinsamen Saison den österreichischen Staatsmeistertitel feiern. Auf der FIVB World Tour 2015/16 landeten Frühbauer/Wutzl lediglich auf hinteren Rängen. Nachdem sie 2017 ausschließlich auf nationalen Turnieren unterwegs waren, starteten sie 2018 wieder auf der FIVB World Tour. Hier gelangen ihnen einige Top-Ten-Platzierungen, darunter ein Sieg beim 1-Stern-Turnier in Langkawi und ein zweiter Platz beim 1-Stern-Turnier in Poreč. 2019 spielte Frühbauer national und international zusammen mit Felix Friedl und Michael Murauer. 2020 hatte er verschiedene Partner. Mit Julian Hörl gewann er im August das nationale Turnier in Innsbruck.